# 旭町 (静岡市)
旭町（あさひちょう）は、静岡市清水区の地名。丁番を持たない単独町名である。住居表示は実施済み。

## 地理
北及び東で島崎町、南で松原町、西で相生町と隣接する。
南北に細長い境域を持ち、南部に静岡市役所清水庁舎・清水区役所が立地する。北部の街区はバーや居酒屋など飲食店が密集する。

## 歴史

### 町名の由来
「朝日の輝くよい土地」という意で、瑞祥町名として付けられたと推測されるが、定かではない。

### 沿革
- 1893年（明治26年）4月9日 - 江尻町の一部（大字辻）が分立して辻村が発足。
- 1918年（大正7年）8月1日 - 辻村が町制施行して辻町となる。
- 1924年（大正13年）
  - 1月31日 - 辻町が安倍郡入江町に編入し、廃止される。
  - 2月11日 - 入江町が清水町、不二見村、三保村と合併して清水市が発足。
- 1939年（昭和14年）7月1日 - 辻より旭町が分離し新設。
- 1976年（昭和51年）7月1日 - 島崎町の一部を編入し住居表示化。この時、旭町の一部が相生町に編入される。
- 1983年（昭和58年）清水市の市役所庁舎（現・静岡市役所清水庁舎）が建設される[6]。
- 2003年（平成15年）4月1日 - 清水市が静岡市と合併し、改めて静岡市が発足。旭町は「清水旭町」に改称。
- 2005年（平成17年）4月1日 - 静岡市が政令指定都市に移行し、旧町域は清水区となる。清水旭町は「旭町」に改称。

## 世帯数と人口
2021年（令和3年）9月30日現在の世帯数と人口は以下の通りである。
| 大字 | 世帯数  | 人口  |
| ---- | ------- | ----- |
| 旭町 | 100世帯 | 154人 |

## 小・中学校の学区
市立小・中学校に通う場合、学区は以下の通りとなる。
| 番・番地等 | 小学校                 | 中学校                 |
| ---------- | ---------------------- | ---------------------- |
| 全域       | 静岡市立清水浜田小学校 | 静岡市立清水第二中学校 |

## 交通

### 鉄道
町内に鉄道はない。最寄駅は静岡鉄道静岡清水線の新清水駅。

### バス
- エスパルスドリームプラザ無料シャトルバス - 清水区役所前に降車専用のバス停がある。

### 道路
- 静岡県道407号静岡草薙清水線（終点）

## 施設
- 静岡市役所清水庁舎・清水区役所